# Verbandsgemeinde Trier-Land

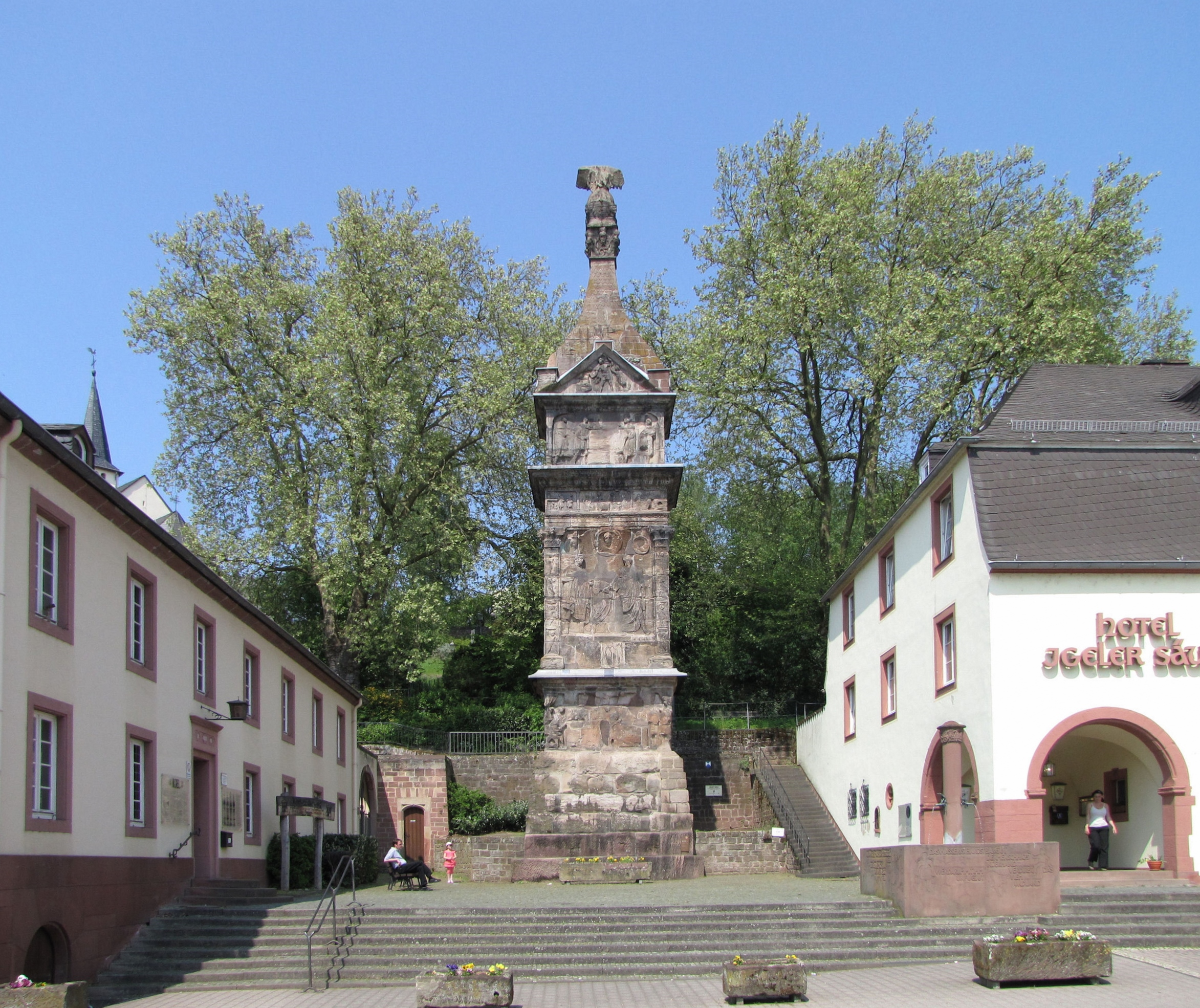
Igeler Säule 2009

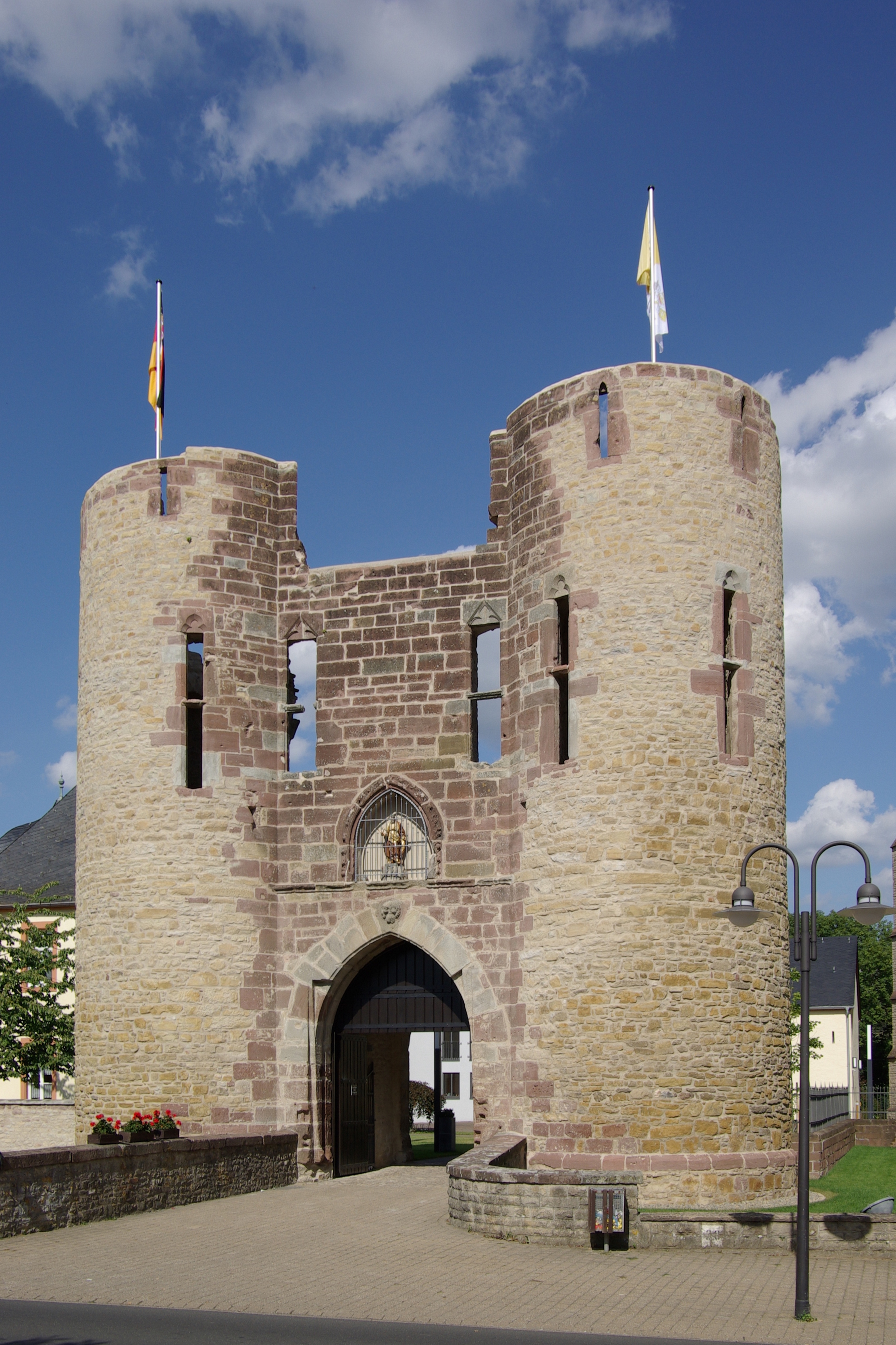
Burg Welschbillig 2011

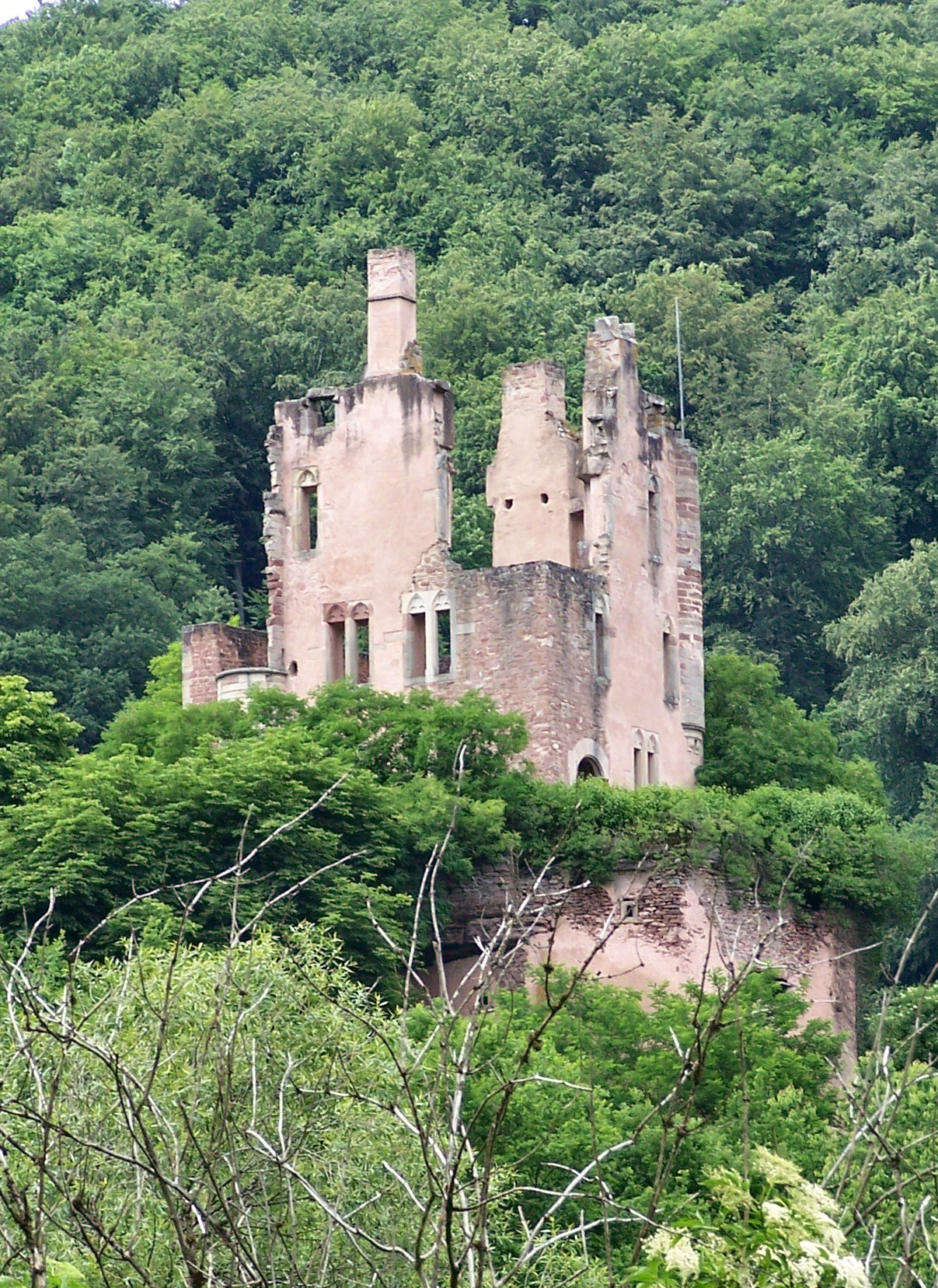
Burg Ramstein bei Kordel

Die Verbandsgemeinde Trier-Land ist eine rheinland-pfälzische Verbandsgemeinde im Landkreis Trier-Saarburg und hat ihren Verwaltungssitz in der kreisfreien Stadt Trier.
Der Verbandsgemeinde gehören die elf selbständigen Ortsgemeinden Aach, Franzenheim, Hockweiler, Igel, Kordel, Langsur, Newel, Ralingen, Trierweiler, Welschbillig und Zemmer an, die im Nahbereich der Stadt Trier liegen.

## Geographische Lage
Das Verwaltungsgebiet der Verbandsgemeinde erstreckt sich zwischen dem Sauertal (im Westen, Grenze zu Luxemburg) bis über das Kylltal (im Osten). Nördlich erstreckt sie sich bis zur Fidei (Gebiet um Zemmer und Grenze zum Eifelkreis Bitburg-Prüm). Im Süden grenzt sie an die Mosel und das Stadtgebiet Trier.
Die beiden Ortsgemeinden Hockweiler und Franzenheim, die als einzige der rechts der Mosel liegenden Gemeinden des „Alten Amtes Trier-Land“ bei der Gebietsreform 1969/1970 nicht in die Stadt Trier eingemeindet wurden, gehören ebenfalls zur Verbandsgemeinde Trier-Land. Sie liegen als Exklave der Verbandsgemeinde südlich der Stadt Trier.
Auf dem Gebiet der Verbandsgemeinde gibt es die 31 Gemarkungen:
Aach, Beßlich, Butzweiler, Edingen, Franzenheim, Fusenich, Godendorf, Grewenich, Hockweiler, Hofweiler, Igel, Ittel, Kersch, Kordel, Langsur, Liersberg, Lorich, Mesenich, Metzdorf, Möhn, Newel, Olk, Ralingen, Rodt, Schleidweiler, Sirzenich, Trierweiler, Udelfangen, Welschbillig, Wintersdorf und Zemmer.
Weitere 9 Gemarkungen an der Sauer bei Ralingen und Langsur gehören zum Gemeinschaftlichen deutsch-luxemburgischen Hoheitsgebiet.

## Verbandsangehörige Gemeinden
| Name          | Fläche (km²) | Einwohner (1950) | Einwohner (31. Dezember 2024) |
| ------------- | ------------ | ---------------- | ----------------------------- |
| Aach          | 6,96         | 479              | 1.059                         |
| Franzenheim   | 6,47         | 322              | 365                           |
| Hockweiler    | 2,08         | 143              | 282                           |
| Igel          | 7,30         | 1.006            | 2.064                         |
| Kordel        | 16,60        | 1.824            | 1.986                         |
| Langsur       | 11,93        | 1.467            | 1.759                         |
| Newel         | 16,65        | 1.099            | 2.655                         |
| Ralingen      | 27,64        | 1.762            | 1.962                         |
| Trierweiler   | 18,42        | 1.257            | 3.686                         |
| Welschbillig  | 37,08        | 2.404            | 2.515                         |
| Zemmer        | 24,38        | 2.371            | 2.864                         |
| VG Trier-Land | 175,49       | 14.134           | 21.197                        |

## Geschichte
Im Zuge der in der zweiten Hälfte der 1960er Jahre begonnenen Verwaltungsreform wurde zum 1. Oktober 1968 das vorherige Amt Trier-Land, so wie alle Ämter in den Regierungsbezirken Koblenz und Trier, in Verbandsgemeinden umgewandelt. Die Verbandsgemeinde Trier-Land in der heutigen Form entstand in den Jahren 1969/1970, als ein Großteil der Gemeinden der vorherigen Ämter Welschbillig und Ehrang in die Verbandsgemeinde Trier-Land integriert wurde.

## Bevölkerungsentwicklung
Die Entwicklung der Einwohnerzahl bezogen auf das heutige Gebiet der Verbandsgemeinde Trier-Land; die Werte von 1871 bis 1987 beruhen auf Volkszählungen:
| Verbandsgemeinde Trier-Land: Einwohnerzahlen von 1815 bis 2023 | Verbandsgemeinde Trier-Land: Einwohnerzahlen von 1815 bis 2023 | Verbandsgemeinde Trier-Land: Einwohnerzahlen von 1815 bis 2023 | Verbandsgemeinde Trier-Land: Einwohnerzahlen von 1815 bis 2023 | Verbandsgemeinde Trier-Land: Einwohnerzahlen von 1815 bis 2023 |
| -------------------------------------------------------------- | -------------------------------------------------------------- | -------------------------------------------------------------- | -------------------------------------------------------------- | -------------------------------------------------------------- |
| Jahr                                                           |                                                                |                                                                |                                                                | Einwohner                                                      |
| 1815                                                           | 1815                                                           |                                                                | 6.551                                                          | 6.551                                                          |
| 1835                                                           | 1835                                                           |                                                                | 8.963                                                          | 8.963                                                          |
| 1871                                                           | 1871                                                           |                                                                | 10.179                                                         | 10.179                                                         |
| 1905                                                           | 1905                                                           |                                                                | 11.712                                                         | 11.712                                                         |
| 1939                                                           | 1939                                                           |                                                                | 15.000                                                         | 15.000                                                         |
| 1950                                                           | 1950                                                           |                                                                | 14.134                                                         | 14.134                                                         |
| 1961                                                           | 1961                                                           |                                                                | 15.107                                                         | 15.107                                                         |
| 1970                                                           | 1970                                                           |                                                                | 16.543                                                         | 16.543                                                         |
| 1987                                                           | 1987                                                           |                                                                | 18.889                                                         | 18.889                                                         |
| 1997                                                           | 1997                                                           |                                                                | 21.122                                                         | 21.122                                                         |
| 2005                                                           | 2005                                                           |                                                                | 21.342                                                         | 21.342                                                         |
| 2023                                                           | 2023                                                           |                                                                | 22.366                                                         | 22.366                                                         |
|                                                                |                                                                |                                                                |                                                                |                                                                |

## Politik

### Verbandsgemeinderat
Der Verbandsgemeinderat Trier-Land besteht aus 36 ehrenamtlichen Ratsmitgliedern, die bei der Kommunalwahl am 9. Juni 2024 in einer personalisierten Verhältniswahl gewählt wurden, und dem Vorsitzenden.
Die Sitzverteilung im Verbandsgemeinderat:
| Wahl | SPD | CDU | Grüne | FW | FWT-L | FBL | Gesamt   |
| ---- | --- | --- | ----- | -- | ----- | --- | -------- |
| 2024 | 6   | 11  | 4     | 4  | 11    | –   | 36 Sitze |
| 2019 | 7   | 10  | 6     | –  | 13    | –   | 36 Sitze |
| 2014 | 8   | 13  | 4     | –  | 11    | –   | 36 Sitze |
| 2009 | 8   | 14  | 4     | –  | 10    | –   | 36 Sitze |
| 2004 | 8   | 16  | 3     | –  | 4     | 5   | 36 Sitze |

- FWT-L = Freie Wähler Trier-Land e. V.

### Bürgermeister
- 1968–1977 Matthias Winter (CDU, war bereits seit 1954 Amtsbürgermeister des Amtes Trier-Land)
- 1978–1987 Hermann Prümm (CDU)
- 1987–1997 Michael Witzel (CDU)
- 1997–2002 Bernhard Kaster (CDU)
- 2003–2019 Wolfgang Reiland (CDU)
- seit 1. März 2019: Michael Holstein (Freie Wähler)

Bei der Stichwahl am 17. Juni 2018 setzte sich Holstein mit einem Stimmenanteil von 56,1 % durch, nachdem bei der Direktwahl am 3. Juni 2018 keiner der ursprünglich fünf Bewerber eine ausreichende Mehrheit erreicht hatte.

### Wappen
Beschreibung: Durch eingeschweifte blaue Spitze geteilt, darin eine wachsende goldene Säule, vorn in Silber ein durchgehendes rotes Kreuz, hinten in Silber ein roter dreizinniger Burgturm mit blauem Dach.

## Sehenswürdigkeiten

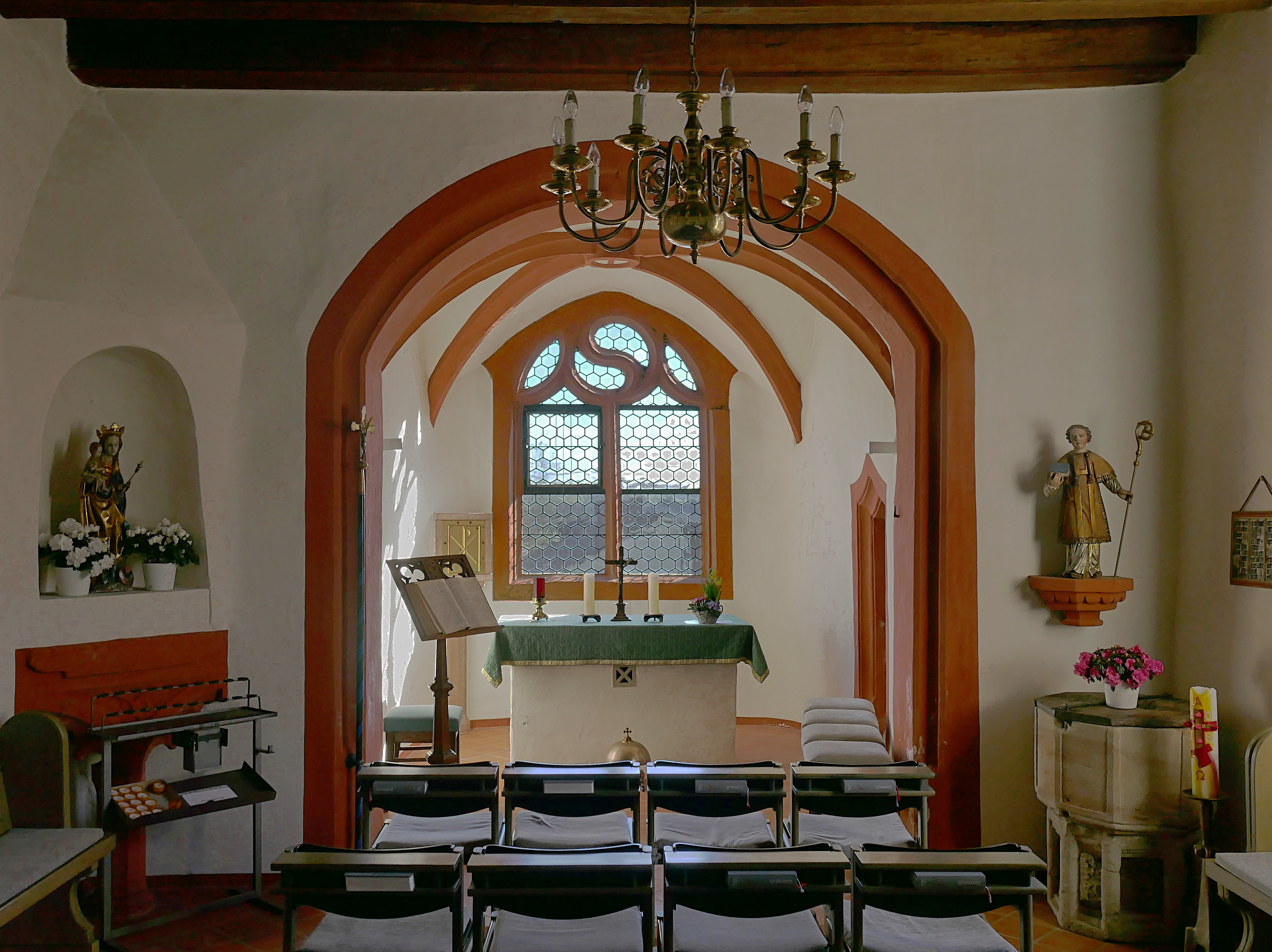
St. Abrunculus, Beßlich

In der Verbandsgemeinde sind Spuren der römischen Vergangenheit sichtbar, zum Beispiel die Igeler Säule, die seit 1986 Teil des UNESCO-Welterbes ist, oder die Römische Langmauer. An sakralen Denkmälern sind die Romanische Chorturmkirche St. Abrunculus aus dem 12. Jahrhundert in Beßlich und die barocke Kirche St. Remigius in Butzweiler bemerkenswert. Die Pützlöcher, ursprünglich römisches Kupferbergwerk, später Steinbruch u. a. für den Kölner Dom, sind eines der ältesten erhaltenen Bergwerke Deutschlands. An Burgen sind die Burg Ramstein im Kylltal sowie die Burg Welschbillig erwähnenswert. Außerdem findet man in vielen Orten Einhäuser, meist aus dem 19. Jahrhundert.

## Wirtschaft und Verkehr
In Trierweiler-Sirzenich befindet sich ein Industrie- und Gewerbegebiet an der Bundesautobahn 64 (Trier–Luxemburg) sowie an der Bundesstraße 51 (Trier–Bitburg). Das Gebiet hat eine Größe von etwa einem Quadratkilometer.